# Ida von Toggenburg

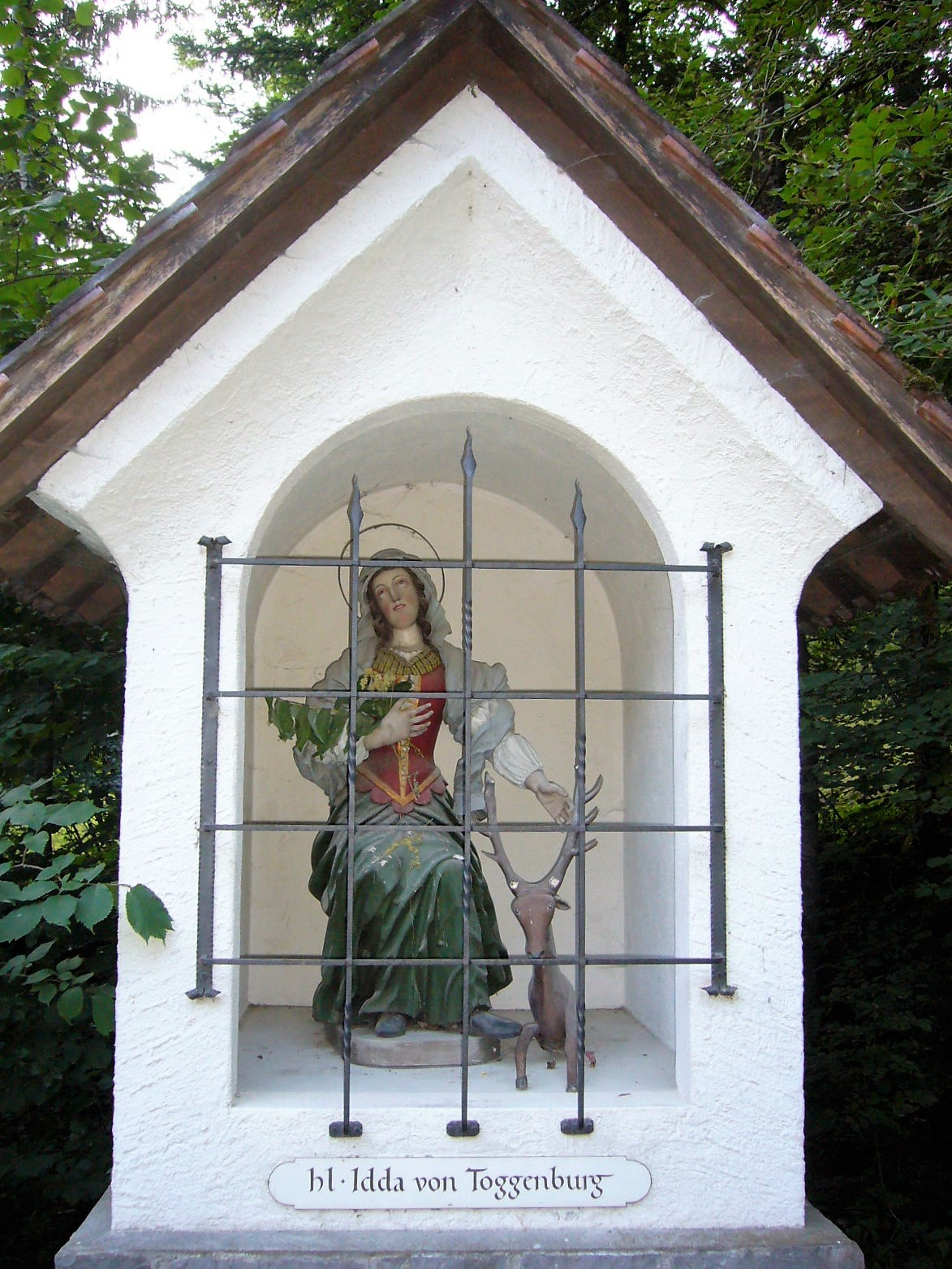
Bildstock der Heiligen Idda in Au TG

Ida von Toggenburg (* ca. 1140; † ca. 1226) (auch: Idda, Ita von Fischingen, Itha, Itta, Ydda, Judith und Gutta) wird vor allem in der Schweiz als Heilige verehrt.

## Geschichte

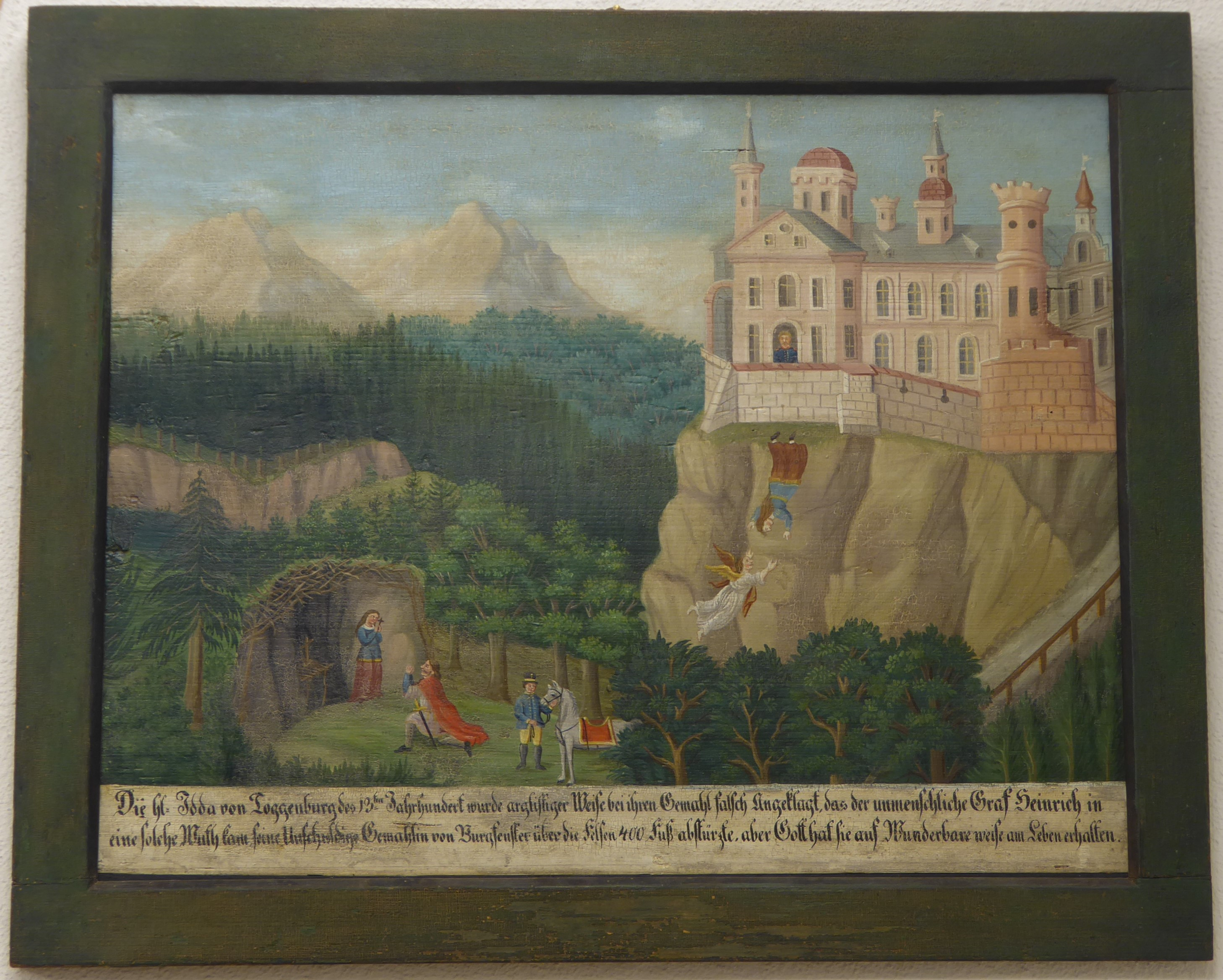
Ida wird von der Burg hinuntergestossen. Bild im Toggenburger Museum Lichtensteig

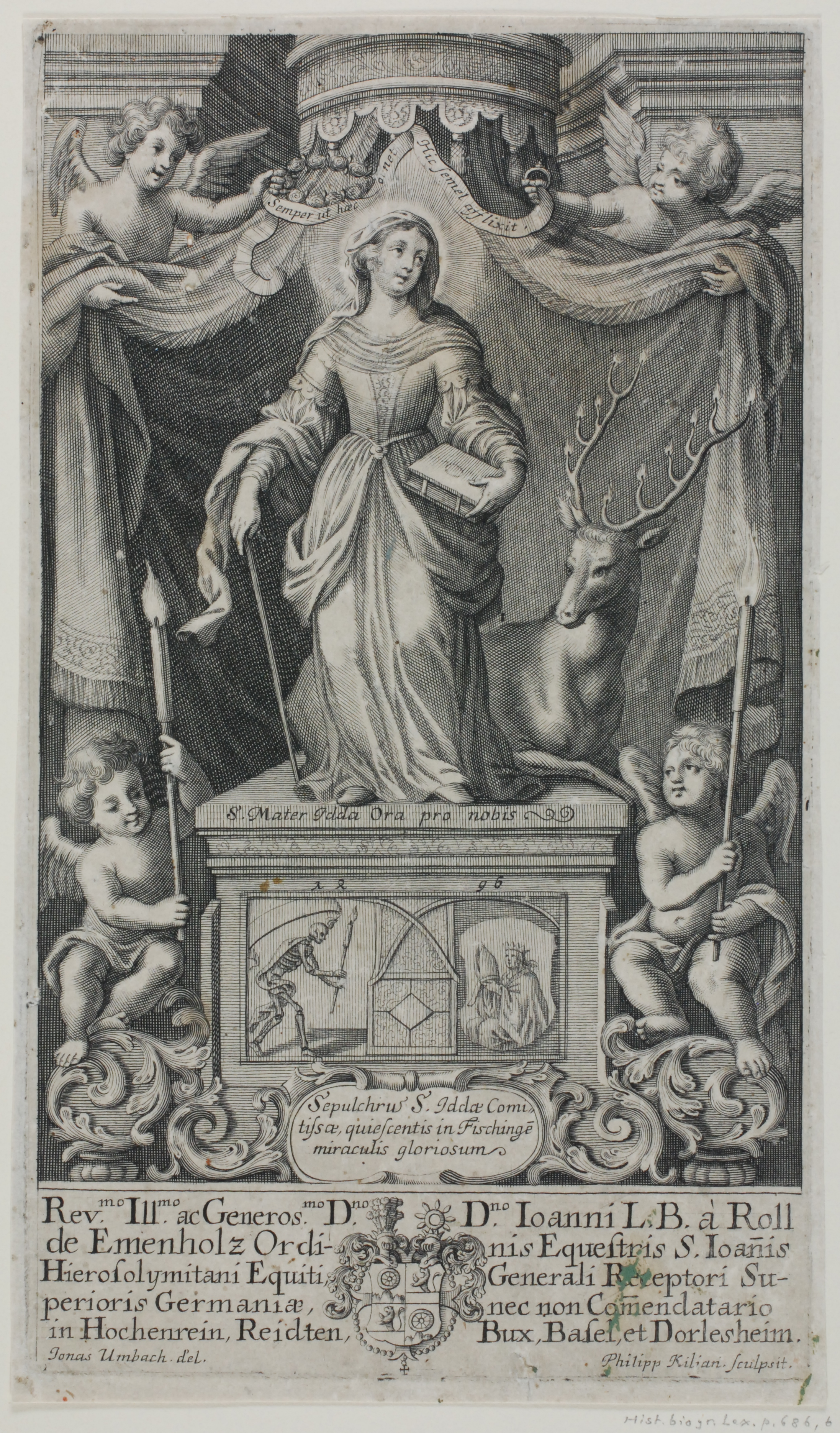
Ida von Toggenburg, Kupferstich um 1700

Ein Ida-Kult im Kloster Fischingen ist vor dem 15. Jahrhundert nicht schriftlich belegt. Der Frühhumanist Albrecht von Bonstetten schrieb mehrere Heiligenviten. Die älteste, in lateinischer Sprache, stammt aus dem Jahr 1481.
Nach der Legende war Ida die Tochter eines Grafen von Kirchberg bei Ulm und mit einem Grafen von Toggenburg (nach 1562 trägt er den Namen Heinrich) verheiratet. Nach den Legenden habe einst ein Rabe Idas Ehering gestohlen. Der Ring wurde von einem Jäger im Nest des Vogels gefunden. Als ihr Ehemann den Ring an der Hand des Jägers bemerkte, bezichtigte er Ida der Untreue. Er liess den Jäger töten und stürzte Ida im Jähzorn aus dem Fenster seiner Burg. Wegen ihrer Unschuld sei sie von Gott aber auf wundersame Art und Weise gerettet worden. In ihrer Klause später aufgespürt, klärte sich der Irrtum auf, aber Ida wollte weiter als Einsiedlerin ihr Leben Gott widmen. Ihr reuiger Mann liess ihr später in der Au beim Kloster Fischingen eine Klause errichten, wo sie im Ruf der Heiligkeit starb.
Im 12. Jahrhundert gab es eine Ida, die mit einem Diethelm von Toggenburg und in zweiter Ehe mit Gottfried von Marstetten verheiratet war. Ob sie eine Gräfin von Homburg war und durch ihr heiligmässiges Leben die Kulttradition begründet hat, ist zweifelhaft.
Dargestellt wird Ida von Toggenburg als Nonne, mit dem Raben oder dem Hirsch, dessen Geweih leuchtet. Er soll sie oft zur Klosterkirche geleitet haben. Ihr Namenstag ist der 3. November.
1496 wurde der neu etablierten Fischinger Klosterheiligen, die im 18. Jahrhundert sogar die Muttergottes aus dem Klostersigel verdrängte, ein monumentales Tischgrab gewidmet. 1580 wurde eine Ida-Bruderschaft gestiftet.
Die Verehrung der Ida blieb bis um 1600 auf Fischingen und Umgebung beschränkt. Dann breitete sie sich auf die Grafschaft Kirchberg aus. Idda ist auch Kapellenpatronin von Bauen am Urnersee, wo 1561 erstmals sant Itten Capel bezeugt ist (Helmi Gasser in den Thurgauischen Beiträgen, 1981).
1704 wurde die Legende der Ida durch den Fischinger Abt Franz Troger durch willkürlich gesetzte Daten ergänzt: Geburtsjahr 1156, Vermählung 1179, Felssturz 1191, Aufenthalt bei Fischingen 1218–1226. 1724 bewilligte Papst Benedikt XIII. ihren Kult für das ganze Bistum Konstanz. Sie wird bis heute in der Diözese Basel als Patronin des entlaufenen Viehs verehrt.
Etwas südlich vom Kloster Fischingen, auf einem 976 Meter hohen Berg auf dem Gebiet der Gemeinde Kirchberg, gibt es einen kleinen Wallfahrtsort, die St. Iddaburg (966 m).

## Legenden und Rezeption
- Eine deutschsprachige Ida-Legende (nach Bonstetten) wurde in dem von Sebastian Brant 1510 herausgegebenen Legendar Der Heiligen Leben gedruckt (hrsg. von Williams-Krapp in der Zeitschrift für die Geschichte des Oberrheins, 1982, S. 71–80).
- Froben Christoph von Zimmern berichtet in der Zimmerischen Chronik (verfasst zwischen 1559 und 1566) Von den grafen von Kirchberg und von fraw Ita von Dockenburg, geporn gräfin von Kirchberg. (Zimmerische Chronik, Band 1, S. 346, die Legende ab S. 352).
- Als Nr. 513 (neuerer Zählung) nahmen die Brüder Grimm – auf der Basis der Erwähnung in der Schweizergeschichte des Johannes von Müller – einen kurzen Text über Ida in ihre Deutschen Sagen auf.
- Ida von Toggenburg ist die Hauptfigur von Thomas Bornhausers Roman Ida von Tockenburg, der 1840 in Schwäbisch Hall erschien.
- Im 19. Jahrhundert erschienen erbauliche Schriften über Ida, darunter auch Itha, Gräfin von Toggenburg. Eine sehr schöne und lehrreiche Geschichte aus dem 12. Jahrhundert neu erzählt für alle guten Menschen. Ein Seitenstück zur Genoveva (Regensburg 1880).